# 白皮柳
白皮柳（学名：Salix pierotii）为杨柳科柳属的植物。分布在日本、远东地区以及中国大陆的吉林、辽宁、黑龙江等地，生长于海拔200米至500米的地区，多生长于沿河岸，目前尚未由人工引种栽培。